# Criminals (film, 2015)
Pour les articles homonymes, voir Criminal.
Criminals (Anti-Social) est un film dramatique britannico-hongrois réalisé par Reg Traviss, sorti en 2015.

## Synopsis
À Londres, Dee (Gregg Sulkin) est tagueur de rue la nuit. Son frère ainé Marcus (Josh Myers (en)) est membre d'un gang qui cambriole les bijouteries à coups de masse. Quand il était plus jeune, Dee côtoyait le gang de Marcus, aujourd'hui il cherche à s'en éloigner. Kirsten (Meghan Markle) amoureuse de Dee est mannequin.
Philip (Christian Berkel) artiste allemand, repère le talent de Dee, l'invite chez lui et lui propose d'exposer dans sa galerie à Berlin. Dee accepte et se prépare à partir avec Kirsten.
Dee est contraint de mettre son avenir en péril pour aider Marcus, lorsque la rivalité entre gangs s'intensifie.

## Fiche technique
- Titre : Criminals
- Titre original : Anti-Social
- Titre alternatif : Criminals, le dernier casse
- Réalisation : Reg Traviss
- Scénario : Reg Traviss
- Genre : Crime, drame[2]
- Musique : George Kallis (en)
- Langue de tournage : anglais
- Format : couleurs

 Sauf indication contraire, les informations mentionnées dans cette section peuvent être confirmées par les bases de données cinématographiques  présentes dans la section « Liens externes ».

## Distribution
- Gregg Sulkin : Dee
- Meghan Markle : Kirsten
- Christian Berkel : Philip
- James Devlin : Nicky
- Caroline Ford : Rochelle
- Skepta : Leon
- Amanda Ryan : Claire
- Josh Myers (en) : Marcus
- Andrew Shim (en) : Jason
- Richie Campbell (en) : Dominic
- Sophie Colquhoun (en) : Emma
- Doug Allen (en) : Chris
- Ben Peel (en) : Baxter

## Production

### Tournage
Le film a été tourné de novembre à décembre 2013 :
- à Londres : au Barbican Estate, à Shoreditch et sur la Westway (en).
- à Gozo.

## Musique
Sauf indication contraire, les informations mentionnées dans cette section peuvent être confirmées par la base de données cinématographiques IMDb,  présente dans la section « Liens externes ».
- Looking par Shara Nelson.